# Henry Fielding
Henry Fielding (Sharpham, 22 aprile 1707 – Lisbona, 8 ottobre 1754) è stato uno scrittore, drammaturgo e giornalista inglese noto soprattutto come autore di Tom Jones, è considerato, dopo Daniel Defoe e insieme a Samuel Richardson, uno dei padri fondatori del romanzo realista inglese.

## Biografia
Nato nei pressi di Glastonbury nel 1707, figlio di Edmund Fielding e Sarah Gould Fielding, primogenito di sette fratelli fra cui Sarah, anch'essa scrittrice di successo, Henry apparteneva a una famiglia di buona borghesia per nascita, ma di mezzi limitati: il padre, un ufficiale che fu posto a riposo nel 1711, era nipote del terzo conte di Denbingham; la madre proveniva da una famiglia di magistrati. Fino ai dodici anni Henry visse con la famiglia a East Sour, nel Dorsetshire, nella casa di campagna del nonno materno, Henry Gould, Giudice della Corona. Sembra che avesse affrontato i primi studi con il supporto di un tutore.
Dopo la morte della madre, nel 1718 il padre si risposò e il giovane Fielding fu mandato ad Eton, dove ebbe modo di studiare e apprezzare la letteratura greca e latina. Vi restò fino al 1729. Suoi compagni di corso furono William Pitt il Vecchio, Henry Fox e George Lyttelton, che divenne poi un importante statista, patrono delle arti e suo fedele amico.
Trasferitosi a Londra per studiare diritto, scrisse le sue prime commedie nel 1728 su incoraggiamento della cugina Lady Mary Worthley Montague.  Nello stesso anno per continuare i suoi studi si recò all'Università di Leida, dove ampliò la sua conoscenza delle letterature antiche, ma già dal 1729 era di nuovo a Londra, dove iniziò una carriera di successo come commediografo scrivendo, tra il 1729 e il 1737, 25 pièce teatrali, tra cui la più famosa è The Life and Death of Tom Thumb the Great (1730). Scrittore di parte tory, le sue opere erano pesantemente critiche nei confronti del governo, allora guidato da Sir Robert Walpole (whig). La promulgazione da parte delle autorità del Theatrical Licensing Act (1737), che disponeva che ogni nuova opera teatrale dovesse essere approvata dall'autorità prima di poter essere messa in scena, pose fine alla carriera di Fielding come autore di teatro.
Resa impossibile dal Licensing Act ogni forma di satira politica sul palcoscenico, Fielding si limitò a scriverne (sia sulla politica che sulle arti) e a collaborare con vari giornali tory come The True Patriot (1745), The Jacobite's Journal (1747) e The Covent Gard Journal (1752).
Tuttavia, poiché l'attività giornalistica non garantiva sufficienti entrate per mantenere la propria famiglia (Fielding si era sposato nel 1734 con Charlotte Cradock, che sarà modello per alcune sue eroine), riprese la carriera del diritto, divenendo nel 1740 avvocato. Dal 1748 fu giudice di pace; in seguito Primo Magistrato di Londra, ed assieme al fratellastro John Fielding contribuì a fondare la prima forza di polizia regolare di Londra, i Bow Street Runners, prima antenata di Scotland Yard, prima che le declinanti condizioni di salute lo costringessero a ritirarsi all'inizio degli anni cinquanta.
Fielding approdò al romanzo relativamente tardi. La sua prova d'esordio, nel 1741, fu An Apology for the Life of Mrs. Shamela Andrews, parodia di Pamela, o la virtù premiata, il noto romanzo di Samuel Richardson: il titolo, in inglese, conteneva un intraducibile gioco di parole tra "shame" ("vergogna"), "sham" ("imbroglione", "falso", "spaccone") e Pamela. L'intento di Fielding, scrittore colto e di tendenza accademica, era di criticare la morale della nuova borghesia lavoratrice, di cui invece faceva parte Richardson. Shamela vuole essere la smascheratrice di Pamela: lei non si ritiene migliore o di moralità diversa, solamente più sincera.
Seguirono The History of the Adventures of Joseph Andrews and of His Friend Mr. Abraham Adams (1742), originale narrazione, assieme realistica e umoristica delle avventure del fratello di Pamela, Joseph e, nel 1743, The History of the Life of the Late Mr. Jonathan Wild the Great (La storia della vita del fu Signor Jonathan Wild il Grande), in cui Fielding istituiva un chiaro parallelo tra la vita e le imprese di Jonathan Wild, il più celebre ladro, imbroglione e capobanda della Londra di inizio Settecento, e quelle di Walpole. I whig in parlamento venivano paragonati implicitamente a una banda di ladri comandati da Walpole, il cui costante desiderio di essere un "grand'uomo" (epiteto a lui frequentemente attribuito), si poteva risolvere solo nell'apoteosi della grandezza: essere impiccato. Se per l'elemento satirico Fielding seguiva da vicino il modello dei grandi polemisti tory della precedente generazione, Jonathan Swift e John Gay in particolare, dall'altra, soprattutto nel Joseph Andrews, emergevano già le linee portanti del programma del Fielding romanziere: congiungere realismo e comicità per dare un quadro narrativo veritiero, spesso impietoso, ma sempre sorridente della società inglese dell'epoca.
Tale scopo fu pienamente raggiunto da Fielding nel suo capolavoro Tom Jones (The History of Tom Jones, a foundling, 1749), uno dei più grandi romanzi della letteratura inglese. Romanzo picaresco (vicenda avventurosa, ritmo narrativo rapido ed incalzante) e romanzo di formazione allo stesso tempo, Tom Jones narrava le divertenti disavventure e peregrinazioni del giovane Tom Jones e della sua amata Sophia Western fino alle nozze conclusive, unendo a una trama sapiente e a pagine di garbata satira personaggi di grande efficacia e presenza, per fornire uno spaccato della società inglese dell'epoca, eguagliato solo, nel XIX secolo da Dickens e da Thackeray.
Dopo Tom Jones Fielding continuò a scrivere (importante è il romanzo Amelia 1751), ma gli impegni come magistrato e la salute declinante ne rallentarono l'attività. Nel 1744 morì la moglie Charlotte e nel 1747 Fielding si risposò con la cameriera di lei, Mary, suscitando un certo scalpore negli ambienti più snob. Nel 1753, per l'aggravarsi delle sue condizioni di salute, si recò all'estero, ma senza trarne alcun giovamento. Fielding morì nei pressi di Lisbona l'8 ottobre 1754 e il suo diario di viaggio, Journal of a Voyage to Lisbon, fu pubblicato postumo nel 1755.
È sepolto nel Cemitério Inglês, situato nella freguesia di Campo de Ourique a Lisbona.

## Opere
La lista, incompleta, riporta i titoli delle opere in lingua originale. I titoli delle opere tradotte in italiano sono riportati tra parentesi.
- Love in Several Masques (Testo teatrale, 1728)
- Rape upon Rape (Testo teatrale, 1730). Riadattato da Bernard Miles come Lock Up Your Daughters! nel 1959, da cui fu tratto un film nel 1974
- The Temple Beau (Testo teatrale, 1730)
- The Author's Farce (Testo teatrale, 1730)
- The Tragedy of Tragedies; or, The Life and Death of Tom Thumb (Testo teatrale, 1731)
- Grub-Street Opera (Testo teatrale, 1731), da cui è tratta la canzone The Roast Beef of Old England
- The Modern Husband (Testo teatrale, 1732)
- Pasquin (Testo teatrale, 1736)
- The Historical Register for the Year 1736 (Testo teatrale, 1737)
- An Apology for the Life of Mrs. Shamela Andrews (parodia della Pamela di Richardson, 1741)
- The History of the Adventures of Joseph Andrews and of His Friend Mr. Abraham Adams (1742),
- The History of the Life of the Late Mr. Jonathan Wild the Great ("Jonathan Wild il Grande") (Romanzo, 1743)
- The History of Tom Jones, a Foundling ("Tom Jones") (Romanzo, 1749)
- Amelia (Romanzo, 1751)
- Journal of a Voyage to Lisbon (Libro di viaggio, 1755)

### Edizioni
- (EN) Henry Fielding, [Opere]. 1, London, printed for F. C. and J. Rivington … [et al.], 1821.
- (EN) Henry Fielding, [Opere]. 2, London, printed for F. C. and J. Rivington … [et al.], 1821.
- (EN) Henry Fielding, [Opere]. 3, London, printed for F. C. and J. Rivington … [et al.], 1821.
- (EN) Henry Fielding, [Opere]. 4, London, printed for F. C. and J. Rivington … [et al.], 1821.
- (EN) Henry Fielding, [Opere]. 5, London, printed for F. C. and J. Rivington … [et al.], 1821.
- (EN) Henry Fielding, [Opere]. 6, London, printed for F. C. and J. Rivington … [et al.], 1821.
- (EN) Henry Fielding, [Opere]. 7, London, printed for F. C. and J. Rivington … [et al.], 1821.
- (EN) Henry Fielding, [Opere]. 8, London, printed for F. C. and J. Rivington … [et al.], 1821.
- (EN) Henry Fielding, [Opere]. 9, London, printed for F. C. and J. Rivington … [et al.], 1821.
- (EN) Henry Fielding, [Opere]. 10, London, printed for F. C. and J. Rivington … [et al.], 1821.
- (EN) Henry Fielding, Tom Jones. 1, London, Macmillan and Co., 1900.
- (EN) Henry Fielding, Tom Jones. 2, London, Macmillan and Co., 1900.

### Edizioni italiane
- Henry Fielding, Tom Jones, trad. di D. Pettoello, Milano, Feltrinelli, 1964.
- Henry Fielding, Tom Jones, trad. L. Marchiori, Milano, BUR Biblioteca Universale Rizzoli, 1999.
- Henry Fielding, Tom Jones, trad. M. Ricci Miglietta, Milano, Frassinelli, 2003.